# Болота (Кобринский район)
Болота́ (бел. Балоты, полес. Болота) — деревня в Кобринском районе Брестской области Белоруссии. Входит в состав Киселевецкого сельсовета.
По данным на 1 января 2016 года население составило 425 человек в 200 домохозяйствах.
В деревне расположены почтовое отделение, базовая школа, клуб, фельдшерско-акушерский пункт, библиотека, лесничество и магазин.

## География
Деревня расположена в 15 км к юго-востоку от города и станции Кобрин и в 61 км к востоку от Бреста.
На 2012 год площадь населённого пункта составила 9,11 км² (911 га).

## История
Болота (местное название Болота), деревня в Киселевецком сельсовете. Упоминается в 1513 г. В 1559 г. поместье Болочане в Кобринском повете, владение Федора Болотского с братьями Кириллом и Тарасом. В 1623 г. владение луцких иезуитов. В 1652 г. известна Болотская церковь (в имении). От Луцкого иезуитского коллегиума ей был придан вклад на пару волов, ржи, 50 злотых и т.д. В имении и селе Болота (Блоты) действовали корчма и пивоварня. В 1672 г. К.П.Брастовскому дана привилегия на мостовую пошлину в имении. В 1773 г. Болота - фальварак в Брестском воеводстве. С 1795 г. в составе Российской империи, в Кобринском уезде, с 1801 г. Гродненской губернии.
В 1882 г. построена деревянная церковь Преподобной Параскевы Сербской (сохранилось до нашего времени), православный приход в 1888 г. насчитывал тысячу триста восемьдесят пять верующих. В Болотском народном училище в 1889/90 учебном году учились 64 мальчика; в 1892/93 г. 46 мальчиков; в 1905/06 г. - 93 мальчика. В 1890 г. на месте современной деревни и в ее окрестности существовали: село Снежки-Блоты, село Блоты-Поезуицкие, поместье - Блоты-Поезуицкия, владение А.Гана (вместе с 4 фольварками 3819 десятин земли), Блоты-Шляхетские, владение П. Базилевского (454,25 десятины земли), Блоты, владение Ф.Гиржа (48 десятин земли).
В 1897 г. имения: Блоты-Поезуицкия, 50 жителей, и Блоты-Шляхетские, 29 жителей, в Блотской воласти. У 1905 г. в имениях соответственно 26 и 16 жителей. С 1921 г. в составе Польши, деревня Блоты (Болота)-Шляхетские и деревня Болота Великие, 114 домов, 771 житель, в Блотском гмине Кобринского повета Полесского воеводства. В 1930-е годы работали школа, вечерние курсы, читальня, театральный кружок. С 1939 г. в БССР, с 15.1.1940 г. в Кобринском районе Брестской области, с 12.10.1940 г. в Киселевецком сельсовете.
В 1940 г. хутора: Болота-Шляхетские, 8 дворов, 50 жителей, и Великие Болота, 365 дворов, 1303 жителя; бывшее имение Болото, 3 двора, 30 жителей. На 1.1.1999 г. деревня, 256 дворов, 570 жителей, магазин, клуб, библиотека, средняя школа. В 1983 г. установлена надгробие на могиле 20 красноармейцев, погибших во время советско-польской войны 1920 г.
Населённый пункт известен с 1513 года. В разное время население составляло:
- 1897 год: 79 человек;
- 1905 год: 42 человека;
- 1921 год: 114 дворов, 771 человек;
- 1940 год: 367 дворов, 1383 человека;
- 1999 год: 256 хозяйств, 570 человек;
- 2005 год: 249 хозяйств, 543 человека;
- 2009 год: 417 человек;
- 2016 год[2]: 200 хозяйств, 425 человек;
- 2019 год[1]: 350 человек.

## Достопримечательность
- Ветряная мельница
- Церковь Преподобной Параскевы Сербской (1882) —  Историко-культурная ценность Республики Беларусь, шифр 113Г000410

## Галерея

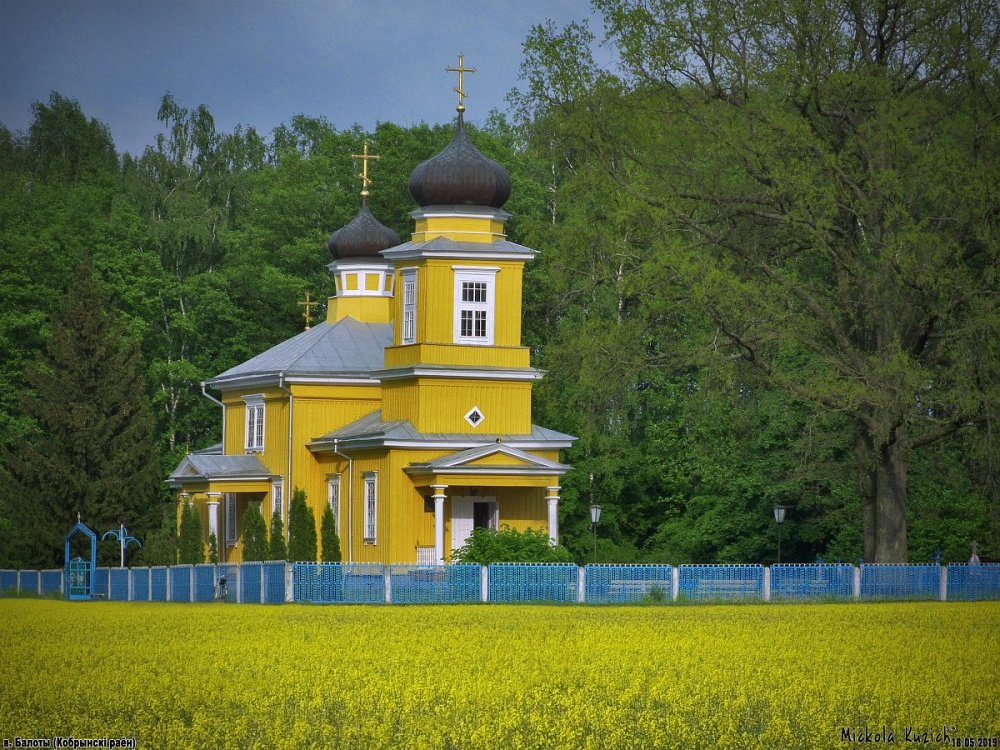
Церковь Преподобной Параскевы Сербской